# Manet georgiano
Il manet georgiano (plurale maneti, in georgiano: მანეთი) è stata la valuta ufficiale della Repubblica Democratica di Georgia e della Repubblica socialista sovietica Georgiana. Era suddiviso in 100 kapeiki (singolare kapeik, in georgiano: კაპეიკი).
Fu introdotto nel 1919 sostituendo alla pari il rublo transcaucasico quando la Georgia si separò dalla Federazione Transcaucasica. Cessò di esistere nel 1923, sostituito dalla seconda versione dello stesso rublo quando la RSS Georgiana fu annessa alla Repubblica socialista sovietica federata Transcaucasica.
La valuta fu emessa solamente in forma di banconota e mai di moneta. I tagli con cui vennero stampate le banconote furono:
- 50 kapeiki
- 1, 3, 5, 10, 50, 100, 500, 1.000 maneti
- 5.000, 10.000, 50.000, 100.000, 500.000, 1.000.000, 5.000.000 maneti (queste emesse solo dalla RSS)

Sul retro la denominazione era riportata anche in francese e in russo rispettivamente con le parole roubles e рублей.